# Диктионевриды
Диктионевриды (лат. Dictyoneuridae) — семейство вымерших насекомых с неполным превращением из отряда палеодиктиоптер. Ископаемые остатки описаны из отложений с карбона по пермь.

## Строение и образ жизни
Крупные насекомые с размахом крыльев до 43 см. Ротовой аппарат — колющего типа; состоял из образующих «клюв» двух пар стилетов, предположительно гомологичных мандибулам и максиллам других насекомых. Некоторые исследователи также описывают в составе клюва один непарный стилет, вероятно, гомологичный гипофаринксу. Питались растительной пищей, прокалывая семязачатки голосеменных растений — семенных папоротников и древних хвойных из порядка кордаитов (Cordaitales). В свою очередь, диктионевридами питались меганевры.

## Классификация
В семейство включают следующие вымершие роды:
- Dictyoneura
- Cleffia
- Dictyoneurula
- Goldenbergia
- Kallenbergia
- Macrodictya
- Microdictya
- Polioptenus
- Rotundopteris
- Sagenoptera
- Schmidtopteron
- Siberiodictya
- Stenodictya
- Stenodictyoneura
- Stilbocrocis